# Lőcsei Lajos
Lőcsei Lajos (Gyöngyös, 1984. szeptember 14. –) roma származású magyar agrármérnök, politikus, 2022-től a Momentum Mozgalom országgyűlési képviselője. 2024-től a párt elnökségi tagja, alelnök.

## Életrajza

### Tanulmányai
Édesapja korán elhunyt, őt és nővérét édesanyja nevelte fel szegény körülmények között.
2003-ban a hevesi Eötvös József Szakközépiskolában érettségizett.
2003–2006 között a gyöngyösi Károly Róbert Főiskolán szerzett agrármérnök diplomát.
Ezt követően agrármérnökként nem tudott elhelyezkedni, így előbb egy műanyagipari cégnél volt minőségellenőr, majd az építőiparban építésvezetőként dolgozott.

### Politikai pályafutása
A 2019-es magyarországi önkormányzati választáson Tarnaörs polgármesteri címéért indult független jelöltként. Mindössze 9 szavazat híján maradt le a tisztségről.
2020 februárjában lépett be a Momentumba. 2021-től mint roma stratégiáért felelős politikus tevékenykedett, majd az ellenzéki előválasztáson Heves megye 3. sz. országgyűlési egyéni választókerületének képviselőjelöltjeként indult.
Mivel az előválasztáson nem sikerült nyernie a választókerületben, a 2022-es országgyűlési választáson országos listán indult. Márki-Zay Péter miniszterelnök-jelölt javaslatának megfelelően az ellenzéki összefogás pártjai (Egységben Magyarországért) három roma származású képviselőt biztosan bejutó helyre tették, ezért az országos lista 20. helyére került, és 2022 májusától a magyar Országgyűlés tagja lett. A Vállalkozásfejlesztési és a Mezőgazdasági Bizottság tagja.
A 2024. július 8-i tisztújításon a Momentum elnökségi tagja lett. 2024. július 11-től a párt alelnöke lett.

## Nyelvismerete
Német nyelvből alapszintű nyelvismerettel rendelkezik.